# Tanytarsus argaensis
Tanytarsus argaensis är en tvåvingeart som beskrevs av Singh och Kulshrestha 1976. Tanytarsus argaensis ingår i släktet Tanytarsus och familjen fjädermyggor. Inga underarter finns listade i Catalogue of Life.